# Opius danielssoni
Opius danielssoni är en stekelart som beskrevs av Papp 2003. Opius danielssoni ingår i släktet Opius och familjen bracksteklar. Inga underarter finns listade i Catalogue of Life.